# Diane Hegarty
Diane Hegarty (10. srpnja 1942. — 2022.) američka je okultistica, suosnivačica Sotonističke crkve. 
Znana je i kao Diane LaVey te Diana Hall.
Diane, koja sebe smatra čarobnicom, bila je nevjenčana supruga Antona LaVeya, osnivača Sotonističke crkve. Oko 25 godina bila je sotonistička visoka (ili vrhovna) svećenica. (LaVey se rastao od svoje supruge Carole Lansing te je bio u romantičnoj vezi s Diane od 1960. do 1985.)
Anton i Diane dobili su kćer Zeenu, koja je bila sotonistička svećenica i svećenica Seta u Setovom hramu. Zeena se kasnije odrekla sotonizma i prihvatila budizam. Zeenin sin, Dianein unuk, jest Stanton Zaharoff LaVey.
Postoje mnogi prikazi Diane koji ju prikazuju tijekom sotonističkih rituala.
Diane je pomogla svom unuku nakon što ga je majka odbacila.
Dianeina je pokćerka Karla LaVey također bila vrhovna svećenica Sotonističke crkve.